# Poltransplant
Centrum Organizacyjno-Koordynacyjne do Spraw Transplantacji „Poltransplant” – państwowa jednostka budżetowa podlegająca Ministrowi Zdrowia, z siedzibą w Warszawie. Główne zadania Centrum definiuje art. 38 ust. 3 Ustawy o pobieraniu, przechowywaniu i przeszczepianiu komórek, tkanek i narządów z dnia 1 lipca 2005 r. znowelizowanej w 2009 r. i dwukrotnie w 2017 r. Poltransplant działa na podstawie Zarządzenia Ministra Zdrowia z dn. 2 lipca 2010 r. (Dz. Urz. Ministra Zdrowia z 21 lipca 2010 Nr 9 poz. 58) zmienionego 19 stycznia 2016 r., a następnie 3 lipca 2017 r.. Ustawa oraz zarządzenie określają szczegółowe zadania oraz cele działalności Poltransplantu.

## Organizacja
Działalnością Poltransplantu kieruje dyrektor, który reprezentuje Poltransplant na zewnątrz. Dyrektor powoływany i odwoływany jest przez Ministra Zdrowia po zasięgnięciu opinii Krajowej Rady Transplantacyjnej. Obecnie dyrektorem Poltransplantu jest prof. dr hab. n. med. Artur Kamiński. Poprzednimi dyrektorami Poltransplantu byli: prof. dr hab. n. med. Janusz Edmund Wałaszewski, od powstania Poltransplantu w 1996 roku do 1 kwietnia 2011 r. oraz prof. dr hab. n. med. Roman Danielewicz od 1 kwietnia 2011 r. do 12 grudnia 2016 r.
W skład Centrum Organizacyjno-Koordynacyjnego ds. Transplantacji wchodzą następujące komórki organizacyjne:
1. Zespół do Spraw Edukacji i Promocji Transplantologii;
2. Zespół do Spraw Koordynacji Pobierania i Przeszczepiania Komórek, Tkanek i Narządów i Krajowego Rejestru Przeszczepień;
3. Zespół Prowadzący Centralny Rejestr Niespokrewnionych Dawców Szpiku i Krwi Pępowinowej;
4. Zespół Prowadzący Centralny Rejestr Sprzeciwów na Pobranie Komórek, Tkanek i Narządów ze Zwłok Ludzkich;
5. Zespół Prowadzący Krajową Listę Osób Oczekujących na Przeszczepienie oraz Centralny Rejestr Żywych Dawców Narządów.
6. Zespół do Spraw Współpracy Międzynarodowej;
7. Samodzielne Stanowisko Pracy Osoby Odpowiedzialnej za Sprawy Obronne
8. Zespół do Spraw Finansowych i Osobowych;
9. Zespół Informatyczny
10. Sekretariat.

## Zadania Poltransplantu[1]
1. koordynacja pobierania i przeszczepiania komórek, tkanek i narządów na terenie kraju;
2. prowadzenie centralnego rejestru sprzeciwów;
3. prowadzenie krajowej listy osób oczekujących na przeszczepienie;
4. prowadzenie rejestru przeszczepień;
5. prowadzenie rejestru żywych dawców;
6. prowadzenie rejestru szpiku i krwi pępowinowej;
7. koordynacja poszukiwania niespokrewnionych dawców szpiku i krwi pępowinowej ze wstępnym przeszukaniem rejestru szpiku i krwi pępowinowej;
8. prowadzenie działalności edukacyjnej mającej na celu upowszechnianie leczenia metodą przeszczepiania komórek, tkanek i narządów;
9. współpraca z innymi podmiotami krajowymi i zagranicznymi w dziedzinie wymiany komórek, tkanek i narządów do przeszczepienia;
10. przyjmowanie wniosków od jednostek, w sprawie nadania tytułu Zasłużonego Dawcy Przeszczepu;
11. przyjmowanie wniosków od jednostek, w sprawie pozwoleń Ministra Zdrowia na działalność transplantacyjną na terenie kraju;
12. organizowanie szkoleń w zakresie pobierania, przechowywania i przeszczepiania narządów oraz szpiku i komórek krwiotwórczych krwi obwodowej oraz prowadzenie listy osób, które takie szkolenia odbyły;
13. przekazywanie danych potencjalnych dawców szpiku do europejskich i światowych rejestrów szpiku i krwi pępowinowej.